# Antraigues-sur-Volane (tổng)
Tổng Antraigues-sur-Volane là một tổng của Pháp nằm ở tỉnh Ardèche trong vùng Rhône-Alpes.

## Địa lý
Tổng này được tổ chức xung quanh Antraigues-sur-Volane ở quận Privas. Độ cao biến thiên từ 278 m (Asperjoc) đến 1 445 m (Lachamp-Raphaël) với độ cao trung bình là 743 m.

## Hành chính
| Giai đoạn   | Ủy viên       | Đảng | Tư cách                    |
| ----------- | ------------- | ---- | -------------------------- |
| 2004 - 2011 | Michel Teston | PS   | thượng nghị sĩ của Ardèche |

## Các đơn vị hành chính
Tổng Antraigues-sur-Volane bao gồm 11 xã với dân số 2 600 người (điều tra năm 1999, dân số không tính trùng).
| Xã                      | Dân số | Mã bưu chính | Mã insee |
| ----------------------- | ------ | ------------ | -------- |
| Aizac                   | 169    | 07530        | 07003    |
| Antraigues-sur-Volane   | 498    | 07530        | 07011    |
| Asperjoc                | 361    | 07600        | 07016    |
| Genestelle              | 269    | 07530        | 07093    |
| Juvinas                 | 149    | 07600        | 07111    |
| Labastide-sur-Bésorgues | 176    | 07600        | 07112    |
| Lachamp-Raphaël         | 117    | 07530        | 07120    |
| Laviolle                | 130    | 07530        | 07139    |
| Mézilhac                | 108    | 07530        | 07158    |
| Saint-Andéol-de-Vals    | 437    | 07600        | 07210    |
| Saint-Joseph-des-Bancs  | 186    | 07530        | 07251    |

## Thông tin nhân khẩu
| 1962                                                     | 1968  | 1975  | 1982  | 1990  | 1999  |
| -------------------------------------------------------- | ----- | ----- | ----- | ----- | ----- |
| 2 563                                                    | 3 064 | 2 689 | 2 640 | 2 593 | 2 600 |
| Nombre retenu à partir de 1962 : dân số không tính trùng |       |       |       |       |       |